# Трушкина, Ирина Александровна
Ирина Александровна Трушкина (3 декабря 1986, Белая Церковь, Киевская область, УССР, СССР) — украинская волейболистка, центральная блокирующая. Игрок национальной сборной.

## Биография
Воспитаница Киевского областного лицея-интерната физической культуры и спорта в Белой Церкви. Первый тренер — Надежда Герасименко. В первом сезоне играла за местный клуб «Рось-Университет». В дальнейшем защищала цвета команд из Черкасс, Одессы и Южного. В своем активе имеет по семь побед в национальном первенстве и кубке. В составе «Химика» постоянно участвовала в континентальных клубных турнирах. С 2015 года выступает за границей. В турецком «Нилуфере» она играла с Татьяной Козловой и Александрой Биценко, в Бухаресте — с Надеждой Кодолой. Выигрывала чемпионаты Румынии и Польши.
В 2006 году дебютировала в национальной сборной. В ее составе одержала победу в Евролиге 2017 года, участница трех чемпионатов континента. Всего за 15 лет провела в ее составе 121 матч и набрала 917 очков. 3 октября 2021 года объявила о завершении карьеры .

## Достижения
Командные:
- Победитель Евролиги (1): 2017

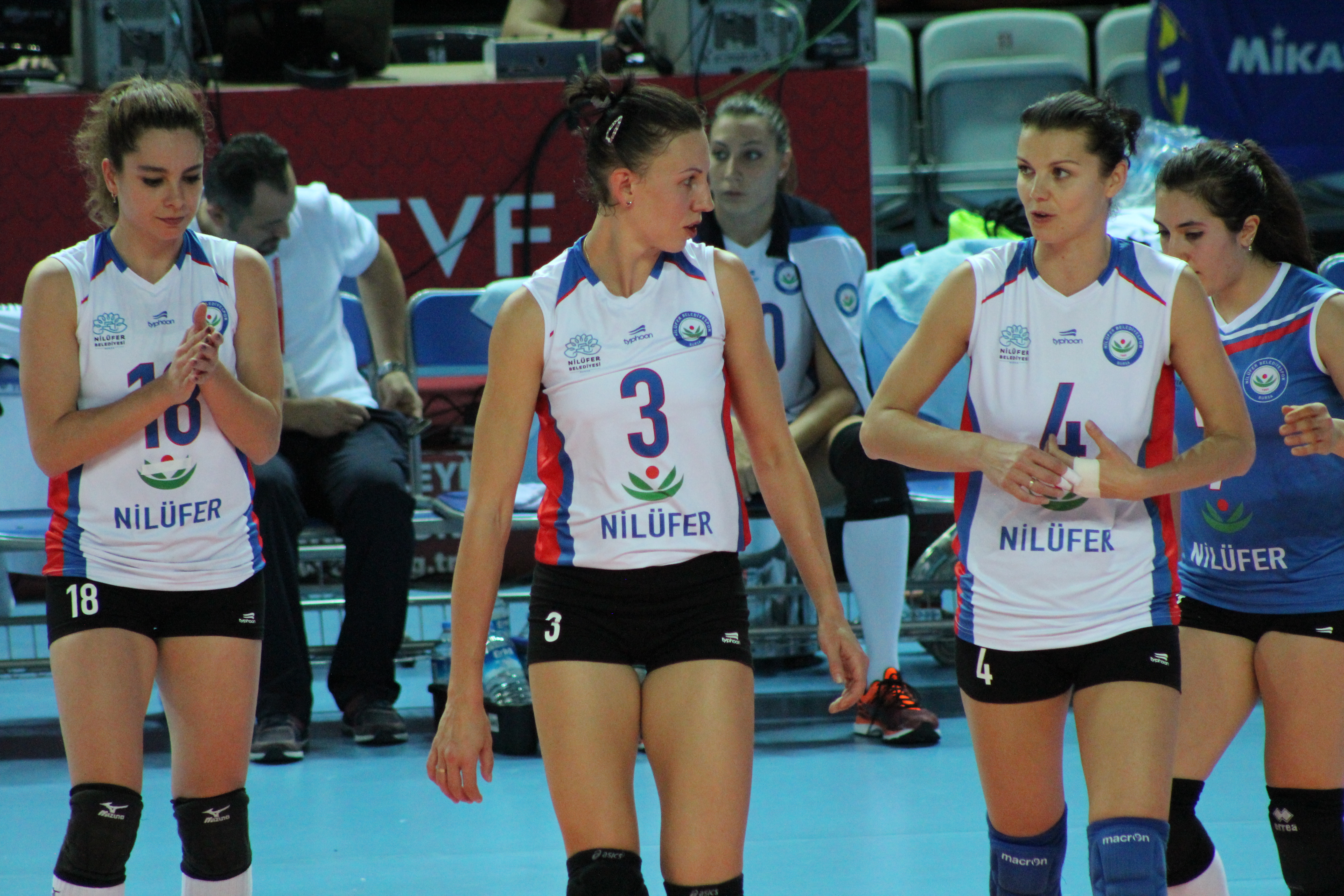
Ирина Трушкина (№ 3) и Татьяна Козлова (№ 4).

- Чемпион Украины (7): 2005, 2006, 2007, 2008, 2013, 2014, 2015
- Обладатель кубка Украины (7): 2005, 2006, 2007, 2008, 2011, 2014, 2015
- Серебряный призер чемпионата Украины (2): 2009, 2011
- Бронзовый призер чемпионата Украины (1): 2004
- Чемпион Румынии (2): 2018, 2021
- Обладатель кубка Румынии (1): 2018
- Серебряный призер чемпионата Румынии (1): 2019
- Чемпион Польши (1): 2020
- Обладатель кубка Польши (1): 2020
- Обладатель суперкубка Польши (1): 2019

Личные:
- Лучшая волейболистка «Финала четырех» Кубка Украины (1): 2014
- Лучшая блокирующая чемпионата Украины (4) 2007, 2009, 2013, 2014
- Лучшая блокирующая «Финала четырех» Кубка Украины (1): 2015

## Статистика
В сборной:
| Турнир                | Финальный турнир | Финальный турнир | Финальный турнир | Финальный турнир | Отборочные соревнования | Отборочные соревнования | Отборочные соревнования | Отборочные соревнования | Примечания  |
| Турнир                | Игры             | Сеты             | Очки             | Ср.              | Игры                    | Сеты                    | Очки                    | Ср.                     | Примечания  |
| --------------------- | ---------------- | ---------------- | ---------------- | ---------------- | ----------------------- | ----------------------- | ----------------------- | ----------------------- | ----------- |
| Чемпионат Европы 2013 | -                | -                | -                | -                | 5                       | 20                      | 60                      | 3,00                    | [ 7 ]       |
| Чемпионат мира 2014   | -                | -                | -                | -                | 6                       | 20                      | 74                      | 3,70                    | [ 8 ] [ 9 ] |
| Чемпионат Европы 2015 | -                | -                | -                | -                | 8                       | 29                      | 110                     | 3,79                    | [ 10 ]      |
| Евролига 2017         | 9                | 21               | 75               | 3,57             | -                       | -                       | -                       | -                       | [ 11 ]      |
| Чемпионат Европы 2017 | 3                | 14               | 38               | 2,71             | 8                       | 29                      | 60                      | 2,07                    | [ 12 ]      |
| Евролига 2018         | 6                | 21               | 57               | 2,71             | -                       | -                       | -                       | -                       | [ 13 ]      |
| Чемпионат мира 2018   | -                | -                | -                | -                | 3                       | 9                       | 17                      | 1,89                    | [ 14 ]      |
| Чемпионат Европы 2019 | 5                | 16               | 29               | 1,81             | 2                       | 4                       | 5                       | 1,25                    | [ 15 ]      |
| Чемпионат Европы 2021 | 4                | 6                | 4                | 0,67             | -                       | -                       | -                       | -                       | [ 16 ]      |
| Всего                 | 27               | 78               | 203              | 2,60             | 32                      | 111                     | 326                     | 2,94                    |             |

- Ср. — средний показатель результативности за один сет.